# Liste der Monuments historiques in Royan
Die Liste der Monuments historiques in Royan führt die Monuments historiques in der französischen Gemeinde Royan auf.

## Liste der Bauwerke
| Bezeichnung            | Beschreibung | Standort                                  | Kennzeichnung | Schutzstatus | Datum | Bild           |
| ---------------------- | ------------ | ----------------------------------------- | ------------- | ------------ | ----- | -------------- |
| Kirche Notre-Dame      |              | Place Notre-Dame (Lage)                   | PA00105154    | Classé       | 1988  |                |
| Kirche St-Pierre       |              | (Lage)                                    | PA00105155    | Inscrit      | 1928  | weitere Bilder |
| Haus                   |              | 1, avenue du Collège (Lage)               | PA17000076    | Inscrit      | 2007  |                |
| Zentralmarkt           |              | (Lage)                                    | PA17000053    | Classé       | 2002  |                |
| Kongresszentrum        |              | (Lage)                                    | PA17000090    | Inscrit      | 2011  |                |
| Résidence Foncillon    |              | 27, rue Foncillon (Lage)                  | PA17000068    | Inscrit      | 2004  |                |
| Protestantische Kirche |              | Rue Aunis Ecke Rue Alsace-Lorraine (Lage) | PA17000052    | Inscrit      | 2002  |                |
| Villa Aigue-Marine     |              | 100, boulevard Garnier (Lage)             | PA17000107    | Inscrit      | 2018  |                |
| Villa Hélianthe        |              | 38, boulevard de la Grandière (Lage)      | PA17000046    | Inscrit      | 2002  |                |
| Villa Ombre Blanche    |              | 70, boulevard Frédéric-Garnier (Lage)     | PA17000054    | Inscrit      | 2002  |                |
| Villa Tanagra          |              | 34, avenue du Parc (Lage)                 | PA00105307    | Inscrit      | 1990  |                |

## Liste der Objekte
Zum Verständnis siehe: Kirchenausstattung
- Monuments historiques (Objekte) in Royan in der Base Palissy des französischen Kultusministeriums